# Yoga (singolo Janelle Monáe)
Yoga è un singolo della cantante statunitense Janelle Monáe, pubblicato il 31 marzo 2015 come estratto dall'EP The Eephus in collaborazione con il rapper Jidenna.

## Descrizione
A differenza del noto genere indie -funk della Monáe e del suono psichedelico, "Yoga" è un disco hip hop e trap con un suoni e testo che possono essere interpretati come "sessualizzati". Molti blog e pubblicazioni musicali hanno elogiato Monáe per la sua creatività, il senso di individualità e audacia, così come il flusso rilassato di Jidenna.

## Video musicale
Diretto da Dave Meyers  e coreografato da Fatima Robinson e Sean Bankhead, il video presenta Monáe e un gruppo eterogeneo di donne che ballano e si esibiscono nello Yoga. La maggior parte del video è ambientato in uno studio di allenamento; tuttavia, il verso di Jidenna viene consegnato in una scena di cena così come i momenti finali del video in cui Monáe e altri si uniscono a Jidenna e ballano insieme fino a quando il video svanisce su uno schermo televisivo con le parole "The Eephus" scritte su di esso.